# Salih asch-Scharif at-Tunisi

Der tunesische Scheich Salih asch-Scharif at-Tunisi (1866–1920) – Mitarbeiter der deutschen Nachrichtenstelle für den Orient

Die Wahrheit über den Glaubenskrieg, Propagandabroschüre der Nachrichtenstelle für den Orient („Der Erlös ist für den Roten Halbmond bestimmt.“)

Scheich  Salih asch-Scharif at-Tunisi (arabisch صالح الشريف التونسي, DMG Ṣāliḥ aš-Šarīf at-Tūnisī; geb. 1869; gest. 1920), in einer französischen Schreibung Cheikh Saleh Al Chérif  ("Al Tounissi"), war ein tunesischer islamischer Gelehrter und Nationalist. Er stand während des Ersten Weltkriegs in den Diensten der deutschen Propaganda.

## Leben und Wirken

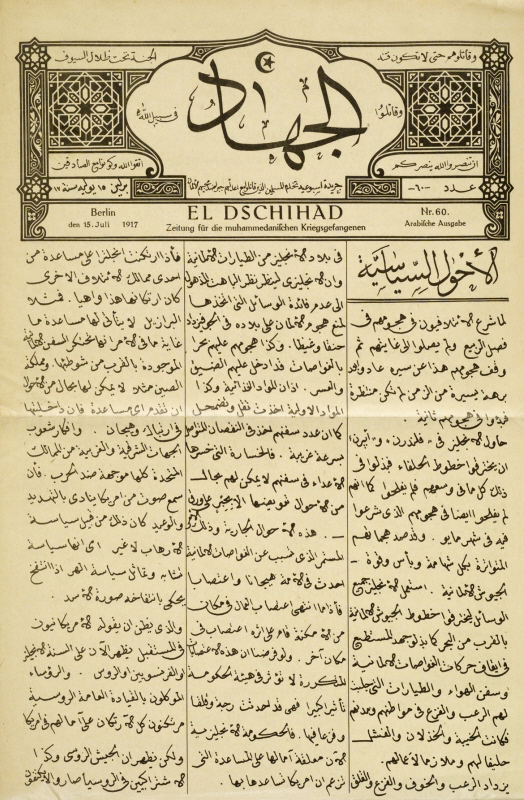
El Dschihad, Ausgabe vom 15. Juli 1917

Salih asch-Scharif at-Tunisi wurde 1866 geboren. Er lehrte ab 1889 an der Universität Ez-Zitouna (al-Ǧāmiʿa az-Zaitūnīya) in Tunis. Während des Ersten Weltkriegs war er Mitarbeiter der Nachrichtenstelle für den Orient des Deutschen Reiches. Dabei konzipierte er gemeinsam mit Max Freiherr von Oppenheim die Propagandazeitung El Dschihad, die an muslimische Kriegsgefangene im Halbmondlager bei Zossen verteilt wurde. Zudem verfasste er eine Propagandaschrift, die 1915 von der Deutschen Gesellschaft für Islamkunde in Berlin unter dem Titel Ḥaqīqat aldschihād / Die Wahrheit über den Glaubenskrieg herausgegeben wurde. Darin erläuterte der tunesische gelehrte Scheich das Novum eines islamistischen Dschihads.
Weitere seiner Wirkungsorte waren Istanbul und Damaskus.

## Publikationen (Auswahl)
- Schaich Salih Aschscharif Attunisi (Salih ash-Sharif at-Tunisi): Haqīqat aldschihād / Die Wahrheit über den Glaubenskrieg. Aus dem Arabischen von Karl E. Schabinger, Geleitwort von Martin Hartmann, herausgegeben von der Deutschen Gesellschaft für Islamkunde. Berlin 1915, Verlag Dietrich Reimer (Ernst Vohsen). (Digitalisat)
- La Vérité au sujet de la Guerre sainte. Berne : F. Wyss, 1916
- Tunesien und Algerien: Ein Protest gegen französische Gewaltherrschaft. Berlin [s.n.] 1916
- Appel du genre humain à la vérité. Berlin, Verl. f. Sozialwissenschaft, [1917]